# Колісниківська сільська рада (Ніжинський район)
Колі́сниківська сільська́ ра́да — адміністративно-територіальна одиниця та орган місцевого самоврядування в Ніжинському районі Чернігівської області. Адміністративний центр — село Колісники.

## Загальні відомості
Колісниківська сільська рада утворена у 1918 році.
- Територія ради: 52,3 км²
- Населення ради: 878 осіб (станом на 2001 рік)

## Населені пункти
Сільській раді були підпорядковані населені пункти:
- с. Колісники
- с. Мильники

## Склад ради
Рада складалася з 14 депутатів та голови.
- Голова ради: Рибка Анатолій Петрович
- Секретар ради: Онищенко Валентина Іванівна

### Керівний склад попередніх скликань
| Прізвище, ім'я, по батькові | Основні відомості                                                                                   | Дата обрання | Дата звільнення |
| --------------------------- | --------------------------------------------------------------------------------------------------- | ------------ | --------------- |
| Рибка Анатолій Петрович     | Сільський голова, 1960 року народження, освіта середня загальна, член Соціалістичної партії України | 26.03.2006   | 31.10.2010      |
| Рибка Анатолій Петрович     | Сільський голова, 1960 року народження, освіта середня загальна                                     | 31.10.2010   |                 |

Примітка: таблиця складена за даними сайту Верховної Ради України

### Депутати
За результатами місцевих виборів 2010 року депутатами ради стали:

#### За суб'єктами висування
| Суб'єкт висування | Кількість обраних депутатів | %   |
| ----------------- | --------------------------- | --- |
| Самовисування     | 14                          | 100 |

#### За округами
| № округу | Прізвище, ім'я, по батькові   | Дата визнання обраним | Освіта  | Партійна приналежність                        | Відомості про обраного депутата                  |
| -------- | ----------------------------- | --------------------- | ------- | --------------------------------------------- | ------------------------------------------------ |
| 1        | Коворотний Сергій Олексійович | 04.11.2010            | середня | позапартійний                                 | Колісниківська загальноосвітня школа, кочегар    |
| 2        | Ткаченко Олег Володимирович   | 04.11.2010            | середня | позапартійний                                 | Свято-Успенська церква, настоятель церкви        |
| 3        | Онищенко Валентина Іванівна   | 04.11.2010            | вища    | позапартійна                                  | Колісниківська сільська рада, секретар виконкому |
| 4        | Бондаренко Тамара Михайлівна  | 04.11.2010            | середня | позапартійна                                  | Ніжинське УПСЗН, соціальний працівник            |
| 5        | Коворотна Галина Михайлівна   | 04.11.2010            | середня | позапартійна                                  | Колісниківська сільська рада, санітарка ФАПу     |
| 6        | Гайдук Антоніна Миколаївна    | 04.11.2010            | середня | позапартійна                                  | ЗАТ «Куликівське молоко», прийомник молока       |
| 7        | Коворотна Ольга Михайлівна    | 04.11.2010            | вища    | позапартійна                                  | тимчасово не працює                              |
| 8        | Кусій Василь Миколайович      | 04.11.2010            | вища    | позапартійний                                 | ПП «Кусій В. М.», підприємець                    |
| 9        | Юрчевська Катерина Миколаївна | 04.11.2010            | вища    | позапартійна                                  | Колісниківська сільська рада, головний бухгалтер |
| 10       | Рибка Лариса Віталіївна       | 04.11.2010            | вища    | позапартійна                                  | Колісниківська загальноосвітня школа, вчитель    |
| 11       | Хніпель Віра Миколаївна       | 04.11.2010            | середня | позапартійна                                  | Ніжинське УПСЗН, соціальний працівник            |
| 12       | Рибка Людмила Миколаївна      | 04.11.2010            | вища    | член Всеукраїнського об'єднання «Батьківщина» | пенсіонер                                        |
| 13       | Рибка Раїса Григорівна        | 04.11.2010            | середня | член Всеукраїнського об'єднання «Батьківщина» | пенсіонер                                        |
| 14       | Мариняко Ганна Михайлівна     | 04.11.2010            | середня | позапартійна                                  | Ніжинське відділення зв'язку, листоноша          |